# Gornosawodsk (Perm)
Gornosawodsk (russisch Горнозаводск) ist eine Stadt in der Region Perm (Russland) mit 10.890 Einwohnern (Stand 2023).

## Geografie
Die Stadt liegt an der Westflanke des Mittleren Urals etwa 190 km nordöstlich der Regionshauptstadt Perm auf der Wasserscheide zwischen Koiwa und Wischai im Flusssystem der Kama. Gornosawodsk ist die östlichste Stadt der Region.
Gornosawodsk ist Verwaltungszentrum des gleichnamigen Rajons.
Die Stadt liegt an der Eisenbahnstrecke Perm–Tschussowoi–Kuschwa–Jekaterinburg (Station Paschija).

## Geschichte
Eine Siedlung bei der Bahnstation Paschija entstand 1947 im Zusammenhang mit der Errichtung eines Zementwerkes, erhielt 1950 unter dem Namen Nowopaschijski den Status einer Siedlung städtischen Typs und 1965 unter dem heutigen Namen Stadtrecht.

### Bevölkerungsentwicklung
| Jahr | Einwohner |
| ---- | --------- |
| 1959 | 10.076    |
| 1970 | 10.374    |
| 1979 | 10.734    |
| 1989 | 14.858    |
| 2002 | 13.061    |
| 2010 | 12.057    |

Anmerkung: Volkszählungsdaten

## Kultur und Sehenswürdigkeiten

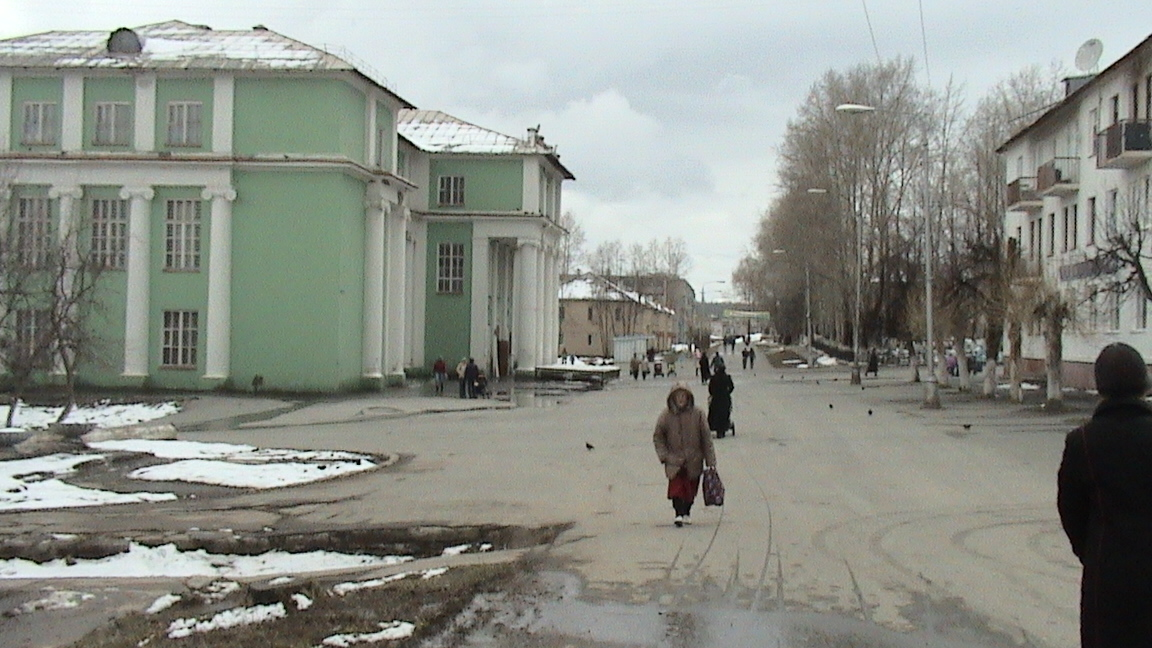
Straße in Gornosawodsk mit Kulturhaus

In Gornosawodsk gibt es seit 1967 ein Heimatmuseum.
In der Umgebung gibt es Naturschönheiten, wie Felsen am Ufer der Tschussowaja, Karsthöhlen (Paschijskaja, Länge 520 Meter u. a.) und die Mineralienfundstelle Saranowskoje (hier wurde z. B. der relativ seltene Schmuckstein Uwarowit erstmals beschrieben).

## Wirtschaft
Wichtigstes Unternehmen ist das Zementwerk (Gornosawodskzement), daneben ein bedeutender Schottersteinbruch sowie eine Maschinenfabrik für Forstwirtschaftsausrüstungen. Durch Gornosawodsk verläuft eine Erdgaspipeline aus Westsibirien nach Europa (Pumpstation).

## Söhne und Töchter der Stadt
- Tatjana Wlassowa (* 1977), Ski-Orientierungsläuferin